# Дубровинский сельсовет (Московская область)
Дубровинский сельсовет — упразднённая административно-территориальная единица, существовавшая на территории Московской губернии и Московской области до 1939 года.
В первые годы советской власти возник Дятловский сельсовет. По данным 1922 года он входил в состав Судисловской волости Волоколамского уезда Московской губернии.
В 1924 году Дятловский с/с был переименован в Дубровинский сельсовет. В 1925 году сельсовет вновь стал Дятловским, в 1927 — Дубровинским, в 1929 — опять Дятловским.
По данным 1926 года в состав сельсовета входили 3 населённых пункта — Дубровино, Березенки, Дятлово, а также 1 хутор.
В 1929 году Дятловский с/с был отнесён к Шаховскому району Московского округа Московской области. При этом он вновь был переименован в Дубровинский.
17 июля 1939 года Дубровинский с/с был упразднён. При этом селение Дятлово было передано в Черленковскому с/с, а Дубровино и Березенки — Игнатковскому с/с.